# Peperonata

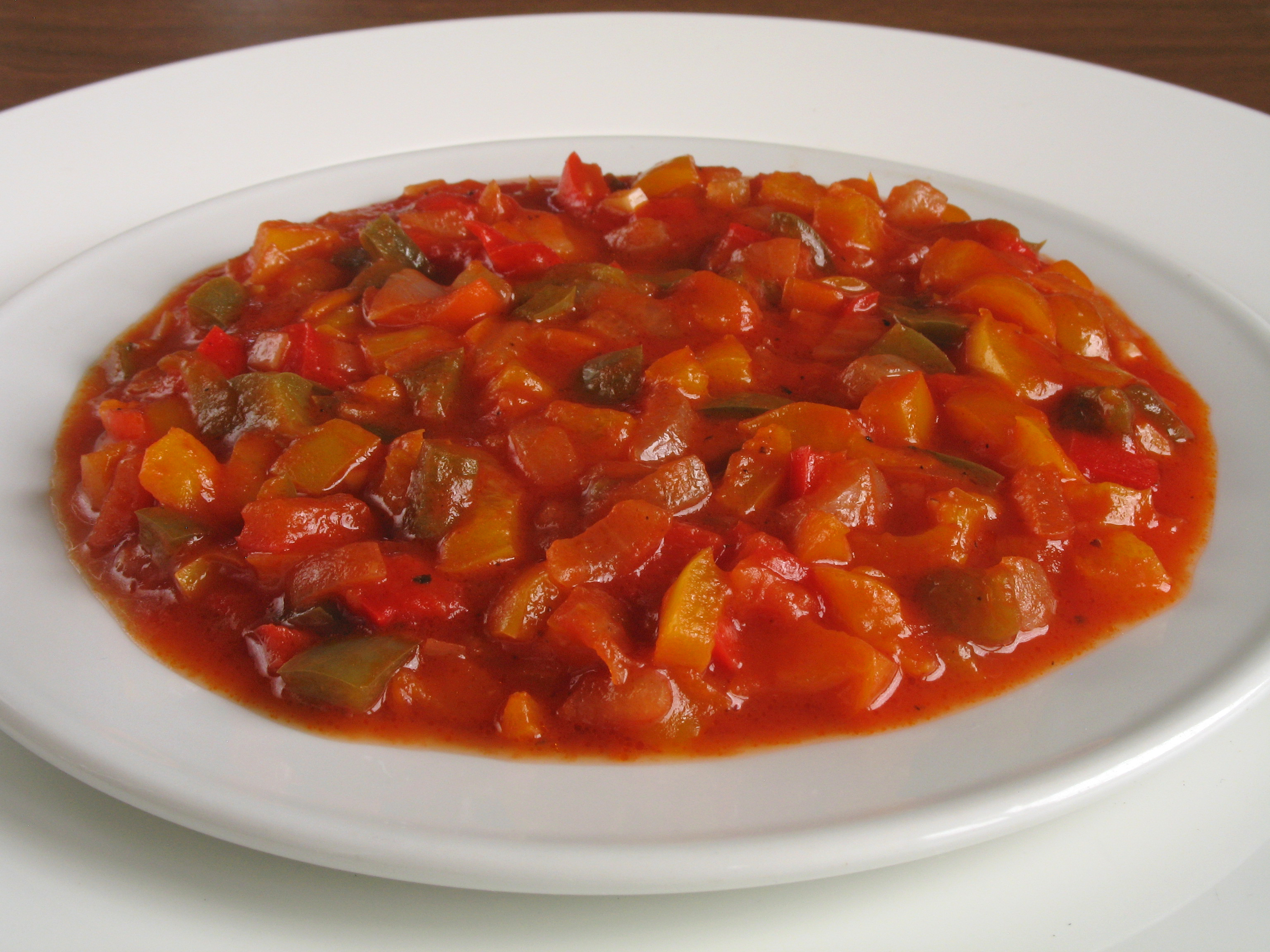
Peperonata

Peperonata (von italienisch Peperone ‚Gemüsepaprika‘) ist ein Schmorgericht der italienischen Küche aus Gemüsepaprika, Tomaten und Zwiebeln. Es wird warm als Gemüsebeilage – traditionell mit Kartoffeln –, kalt als Vorspeise oder zu kaltem Braten oder Geflügel serviert. Es kann auch als Zwischengericht gereicht werden.
Zur Zubereitung werden zuerst rote, grüne oder gelbe Paprikafrüchte (auch gemischt) und Tomaten enthäutet, entkernt und in Streifen bzw. Würfel geschnitten und die Zwiebeln gehackt. Dann wird alles mit Olivenöl bzw. einer Mischung aus Butter und Olivenöl im Topf gegart. (Soll das Gericht kalt gegessen werden, wird keine Butter verwendet.) Gewürzt wird mit Salz, Pfeffer, Weinessig und eventuell Knoblauch. Fertig ist die Peperonata, wenn die Paprikastücke gar, aber nicht zerfallen sind und die Flüssigkeit zum großen Teil verdampft ist. Je nach Rezept kann auf die Zugabe von Tomaten und auch Zwiebeln verzichtet werden.
Verwandte Gerichte sind die französische Ratatouille, der spanische Pisto und das ungarische Letscho. Letzteres ist jedoch meist scharf gewürzt.